# San Andrés (Murcia)
San Andrés es un barrio de la ciudad de Murcia (Región de Murcia, España) situado al oeste de la misma. Junto a los barrios de San Antón, San Basilio y El Ranero constituyen el Distrito Norte de la capital. 
Formaba parte del antiguo arrabal de origen islámico de la Murcia medieval, denominado Arrixaca. Tras la conquista de Murcia, con la paulatina despoblación de la morería, se erigió la primitiva parroquia de San Andrés sobre una antigua mezquita, teniendo los primeros datos sobre la misma en 1293, siendo el origen del barrio de igual nombre. 
San Andrés contiene entre sus calles una dilatada historia de artesanos, conventos y cofradías. Su población es una de las más envejecidas del municipio de Murcia según el INE. Su número de habitantes es de 2102 (INE 2022).
En el barrio se sitúa la Estación de autobuses de la ciudad.

## Patrimonio histórico-artístico
- Convento de las Agustinas del Corpus Christi. (siglo XVII-XVIII)
- Iglesia de San Andrés (siglo XVII-XVIII) donde se puede contemplar la imagen románica de la Virgen de la Arrixaca traída a Murcia por el Infante Alfonso X en el siglo XIII tras la rendición del rey Aben Hud.
- Iglesia de Jesús (siglo XVII), actual emplazamiento del Museo Salzillo.

- Datos: Q6118276
- Multimedia: San Andrés, Murcia / Q6118276